# Anthony Hampden Dickson
Anthony Hampden Dickson (* 3. November 1935 in Kingston; † 29. November 2022 in Bridgetown, Barbados) war ein jamaikanisch-barbadischer Geistlicher und römisch-katholischer Bischof von Bridgetown.

## Leben
Anthony Hampden Dickson empfing am 11. Februar 1962 die Priesterweihe.
Papst Paul VI. ernannte ihn am 19. Oktober 1970 zum ersten Bischof von Bridgetown-Kingstown. Der Alterzbischof von Kingston in Jamaika, John Joseph McEleney SJ, spendete ihm am 29. Januar des nächsten Jahres die Bischofsweihe; Mitkonsekratoren waren Samuel Emmanuel Carter SJ, Erzbischof von Kingston in Jamaika, und Patrick Webster OSB, Bischof von Saint George’s in Grenada.
Seit der Ausgründung des Bistums Kingstown am 23. Oktober 1989 war er Bischof des verbleibenden Bistums Bridgetown. Papst Johannes Paul II. nahm am 23. April 1995 seinen altersbedingten Rücktritt an.
Anthony Hampden Dickson starb an den Folgen eines Schlaganfalls am 29. November 2022 im Alter von 87 Jahren im Queen Elizabeth Hospital in Bridgetown, Barbados.